# Nathan Baker
Nathan Luke Baker (ur. 23 kwietnia 1991 w Worcester, Anglia) – angielski piłkarz, występujący na pozycji obrońcy w Bristolu City.